# Monterrey Challenger 1996
Il Monterrey Challenger 1996 è stato un torneo di tennis facente parte della categoria ATP Challenger Series nell'ambito dell'ATP Challenger Series 1996. Il torneo si è giocato a Monterrey in Messico dal 30 settembre al 6 ottobre 1996 su campi in cemento.

## Vincitori

### Singolare
Kevin Ullyett ha battuto in finale  Alex O'Brien con il punteggio di 6–3, 7–6

### Doppio
Sargis Sargsian /  Michael Sell hanno battuto in finale  Kevin Ullyett /  Myles Wakefield con il punteggio di 6–2, 3–6, 6–3